# Megaupload
Megaupload è stato un sito web di file hosting internazionale, di proprietà di Megaupload-Limited (Hong Kong), ed era disponibile in venti lingue.
Secondo uno studio del Dipartimento di Giustizia degli Stati Uniti d'America, Megaupload.com, con oltre 150 milioni di utenti registrati e 50 milioni di visitatori al giorno, rappresentava il 4% di tutto il traffico internet mondiale.
A Megaupload facevano capo anche Megavideo, un sito per la trasmissione in diretta (streaming) di video flash, e Megaporn, un sito con contenuti pornografici (non ammessi negli altri due siti).
Kim Dotcom, il suo creatore, annunciò la riapertura del sito nel corso del 2017 ma questa non risulta avvenuta.

## Funzionamento
Il servizio era disponibile gratuitamente per caricare file fino a 2 GB e scaricare file non più grandi di 1 GB. A chi si registrava gratuitamente era offerto uno spazio di 500 GB. Gli utenti premium avevano uno spazio di archiviazione illimitato. Dopo un caricamento avvenuto con successo, all'utente era dato un URL univoco tramite il quale era possibile scaricare il file.

### Tempo di attesa per scaricare file
Il tempo di attesa prima di poter scaricare il file richiesto era di 45 secondi per gli utenti non registrati, 25 secondi per gli utenti registrati gratuitamente, mentre era immediato per gli utenti premium. Da dicembre 2011, il tempo di attesa prima di poter scaricare un file era stato ridotto a 10 s per gli utenti non registrati, mentre nel gennaio 2012, il download era divenuto immediato.

### Criteri di eliminazione dei file
Ogni file caricato anonimamente era eliminato dopo 20 giorni di inattività, per gli utenti registrati gratuitamente esso era conservato per due anni, mentre per gli utenti premium non vi erano limitazioni di tempo.

### Controllo dei file duplicati
Megaupload utilizzava l'algoritmo MD5 onde evitare la presenza di file duplicati.

## Controversie

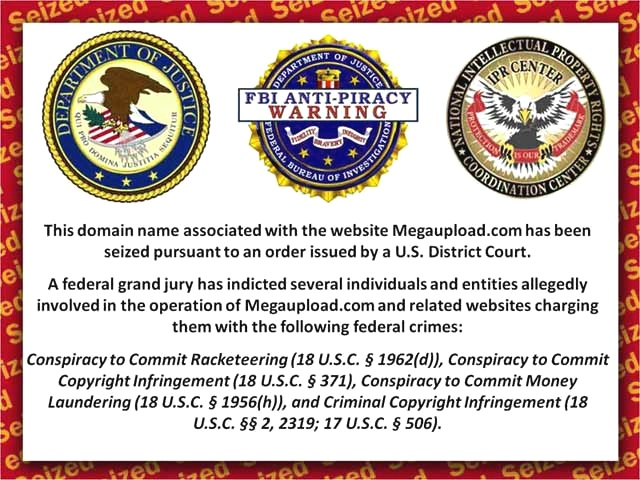
L'avviso apposto dall'FBI sul sito dopo la chiusura

Il 19 gennaio 2012, il sito è stato sequestrato dal Dipartimento di Giustizia degli Stati Uniti d'America per violazione di copyright e pirateria.
Il giorno seguente è stato attivato un finto mirror del sito presso un dominio .bz; tuttavia, il nuovo indirizzo è stato subito considerato un tentativo di phishing da numerosi siti, essendo basato sulla copia cache di Google. I motivi che hanno portato alla chiusura di Megaupload sono ancora poco chiari, ma si sospettano pressioni di case discografiche che non volevano la concorrenza di megabox.
Non si sono fatte attendere le reazioni. Con un messaggio su Twitter, il gruppo di hacker Anonymous, sotto la guida dell'utente Azad, ha rivendicato quello che ha definito il maggior attacco online contro siti federali USA in rappresaglia per la chiusura di Megaupload: un Denial of service (una tempesta di richieste di accesso ad alcuni siti causandone il blocco) a cui hanno partecipato 5635 hacker, i quali hanno anche preso di mira molti siti istituzionali americani estranei all'ambito, compresi quelli della Casa Bianca e dell'FBI.
Nell'aprile 2012, a tre mesi esatti dal raid che ha visto l'arresto di Kim Schmitz e altri suoi collaboratori, si scopre che il processo agli imputati potrebbe non esserci per dei vizi di procedure a partire dalla polizia neozelandese, la quale non aveva neanche il diritto di varcare la soglia di casa del fondatore del servizio, per cui si prospetta la liberazione e la restituzione di tutti i suoi averi (siti internet compresi).

## Rinascita
Kim Dotcom, il fondatore del popolare sito di file hosting, dalla sua lussuosa dimora in Nuova Zelanda, qualche tempo dopo l'arresto dichiarò tramite twitter che presto il servizio sarebbe tornato on-line. Dotcom ha infatti espresso delle considerazioni sulla fine di SOPA e PIPA, le due proposte di legge presentate e poi ritirate dal Governo americano che riguardano la protezione dei diritti d'autore su Internet, e sulla bocciatura di ACTA, aggiungendo che Megaupload tornerà più grande, più veloce e più sicuro dagli attacchi rispetto a prima.
Il nuovo sito, chiamato Mega, è stato aperto il 19 gennaio 2013.
Sempre via Twitter, Kim ha contattato il Dipartimento di Giustizia americano e fatto sapere di essere disposto a tornare negli Stati Uniti di sua spontanea volontà, ma solo se il Governo USA riuscisse a garantirgli un processo equo, lo sblocco dei beni e il rispetto dei suoi diritti di cittadino. In caso contrario, l'unico modo per tornare negli States sarà attendere l'estradizione, che non potrà essere effettiva prima di agosto 2013 per dei vizi nel processo. Il processo chiave, che si doveva tenere il 6 agosto 2012, è stato infatti ufficialmente rimandato dal giudice neozelandese prima alla primavera del 2013 a causa delle troppe irregolarità procedurali commesse dal Dipartimento di Giustizia americano e dall'FBI e successivamente in agosto 2013 in quanto il giudice neozelandese ha stabilito che la controparte mostri solo un riassunto delle prove contro Kim Dotcom. Il fondatore del file hosting Kim Dotcom tramite interviste rilasciate ha fatto sapere che Megaupload tornerà, più potente e più veloce del precedente.
Il 10 luglio 2016, Kim Dotcom annuncia con un tweet il ritorno di Megaupload nel giorno 20 gennaio 2017. Ha comunicato, inoltre, che verranno ripristinati gli account premium esistenti nel 2012, ed i nuovi server non saranno sotto il dominio statunitense.
Il 19 gennaio 2017, Dotcom ha reso noto tramite Twitter che, a causa di imprevisti, la beta privata è stata rinviata ad agosto 2017 ma in seguito non furono pubblicati nuovi aggiornamenti in merito.